# Mussaenda scandens
Mussaenda scandens är en måreväxtart som beskrevs av Adolph Daniel Edward Elmer. Mussaenda scandens ingår i släktet Mussaenda och familjen måreväxter. Inga underarter finns listade i Catalogue of Life.